# Nucor
Nucor Corporation er en amerikansk producent af stål og stålprodukter. Nucor har 23 stålværker til produktion af genbrugt stål.